# Innocente Colombo
Innocente Colombo (Milano, 9 febbraio 1895 – Milano, 11 aprile 1963) è stato un calciatore italiano, di ruolo centrocampista.

## Biografia
Nel corso del tempo è stato erroneamente confuso con altre due persone omonime, sia dall'Inter, che lo ha per prima pubblicato sul suo Almanacco Agenda del 2000, che dal libro dell'Atalanta. Solo in seguito è stato trovato quello giusto, riconoscendolo dalla fotografia della sua lapide al Cimitero Maggiore di Milano, ma soprattutto dal suo "stato di servizio", avendo Colombo preso parte alla Grande guerra in qualità di ufficiale di complemento, stato di servizio che riportava nel riquadro apposito destinato alla concessione di passaporto, quello ricevuto nel 1923 per andare a giocare a Lugano, nota obbligatoria mancante dai fogli matricolari di tutti e tre gli altri Innocente Colombo reperiti.

## Carriera
Dopo aver giocato, tra le altre, nell'Inter e nell'Atalanta, militò nell'Isotta Fraschini di Milano fino al 1931.